# Masdevallia mallii
Masdevallia mallii är en orkidéart som beskrevs av Carlyle August Luer. Masdevallia mallii ingår i släktet Masdevallia och familjen orkidéer.
Artens utbredningsområde är Ecuador. Inga underarter finns listade i Catalogue of Life.